# João Filgueiras Lima
João da Gama Filgueiras Lima (Encantado, barrio de Río de Janeiro, 10 de enero de 1932 − Salvador de Bahía, 21 de mayo de 2014) también conocido como Lelé, fue un arquitecto brasileño considerado uno de los principales representantes del Movimiento Moderno en su país. Nacido en Río de Janeiro, Lelé estudió arquitectura en dicha ciudad y se inició profesionalmente participando en la construcción de Brasilia.
Su arquitectura se caracteriza por el extenso desarrollo de componentes prefabricados de concreto armado logrando formas ligeras de bajo costo de producción muy utilizadas en proyectos de carácter asistencial como escuelas, centros de salud e infraestructura urbana. En su obra más reciente han predominado los proyectos de equipamiento hospitalario, siendo notable su contribución a este tipo de arquitectura los hospitales de la red Sarah Kubitschek.

## Biografía
Filgueiras nació en Encantado, un barrio periférico de Río de Janeiro el 10 de enero de 1932. Proveniente de una familia de origen humilde, trabajó en su adolescencia como acordeonista y mecanógrafo para solventarse económicamente. Por la posición en que jugaba fútbol, que era la misma de la de un jugador del equipo Vasco da Gama conocido como Lelé, fue que se le apodó de esa manera. En 1951 ingresó a la Escuela de Bellas Artes de Río de Janeiro, graduándose de arquitecto en 1955. Recién egresado trabajó en el Instituto de Aposentadoria e Pensões dos Bancarios en donde gracias a la intercesión de los arquitectos brasileños Oscar Niemeyer y Nauro Esteves fue seleccionado para participar en la construcción de Brasilia, la nueva capital brasileña.
Lelé llegó a Brasilia en 1957 con el encargo de construir una supercuadra (agrupamiento de varios bloques habitacionales) así como su respectivo campamento para obreros. El gran volumen de obras y escaso tiempo disponible para la edificación de la nueva capital puso en evidencia ante los profesionales la necesidad de métodos constructivos más eficientes. Consecuentemente, el interés por la prefabricación se acrecentó. En 1962 Lelé entró a trabajar en la recién fundada Universidad de Brasilia, donde por arreglo del antropólogo y educador Darcy Ribeiro, es enviado de viaje a varios países de Europa del Este para especializarse en los aspectos técnicos de la construcción prefabricada.

## Principales proyectos

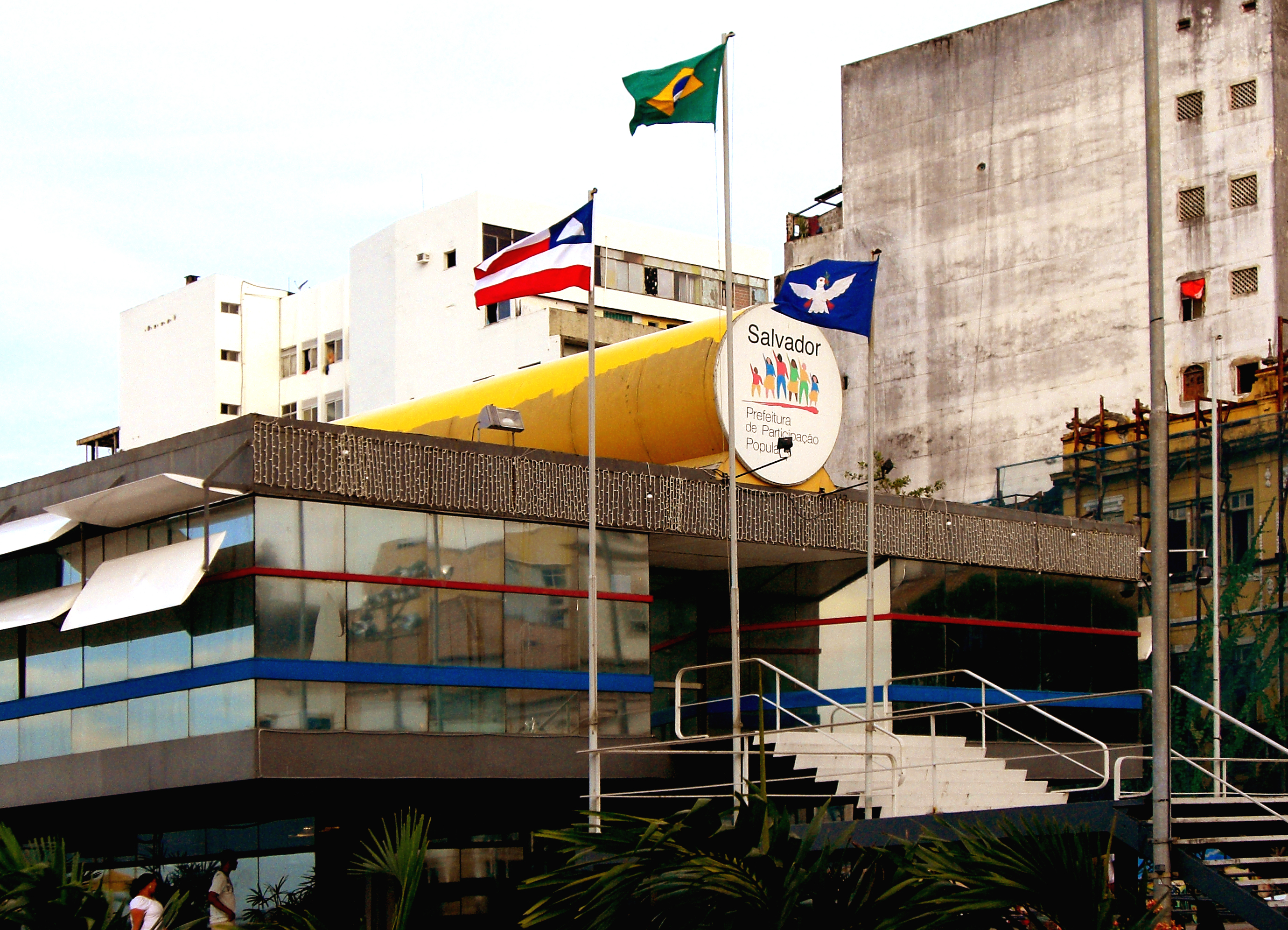
Edificio de la Prefectura de Salvador de Bahía.

- Apartamentos para profesores de la Universidad de Brasilia, Brasilia (1965).
- Hospital Regional de Taguatinga, Distrito Federal (1968).
- Oficinas del Centro Administrativo de Bahía, Salvador de Bahía (1973).
- Estación de Transbordo de Lapa, Salvador de Bahía (1979).
- Hospital Sarah Kubitschek Brasilia, Brasilia (1980).
- Hospital Regional de Ceilândia, Distrito Federal (1984).
- Sede de la Prefectura de Salvador, Salvador de Bahía (1986).
- Hospital del Aparato Locomotor Sarah Kubitschek Salvador, Salvador de Bahía (1988).
- Hospital del Aparato Locomotor Sarah Kubitschek Fortaleza, Fortaleza (1991).
- Hospital del Aparato Locomotor Sarah Belo Horizaonte, Belo Horizonte (1993).
- Hospital del Aparato Locomotor Sarah Kubitschek Recife, Recife (1995).
- Sede del Tribunal de Cuentas de la Unión en el Estado de Bahía, Salvador de Bahía (1995).
- Hospital del Aparato Locomotor Sarah Kubitschek Natal, Natal (1996).
- Sede del Tribunal de Cuentas de la Unión en el Estado de Río Grande del Norte, Natal (1996).
- Tribunal Regional Electoral de Bahía, Salvador de Bahía (1997).

## Citas
1. ↑  «Morre em Salvador arquiteto João Filgueiras Lima, o 'Lelé'» (en portugués). Rede Globo. 21 de mayo de 2014. Consultado el 22 de mayo de 2014.
2. ↑  Latorraca, págs. 14-15.